# Jealkb
jealkb (ジュアルケービー) es una banda japonesa de visual kei formada por siete miembros. La elección de su nombre se debe a su similar sonido en japonés del estilo que tocan, visual kei (jeal = visual, k = kei, b = band). Su líder y batería, Elsa, es el único miembro de la banda que había tocado antes en un grupo, siendo conocidos los demás como comediantes. Entre ellos destaca el vocalista haderu, quien es parte del dúo cómico London Boots. Tanto Chaos (teclados) como hideki (violín) no saben tocar realmente estos instrumentos, sino que forman parte del lado "cómico" de la banda. Además cuentan con chicos como sakura Archivado el 17 de octubre de 2007 en Wayback Machine., que suelen ponerse junto al público en todas sus actuaciones.
Su sencillo début metronome consiguió ser el número uno en ventas del ranking Oricon y además vender todas las copias el mismo día. A finales del 2007 lanzan Chikai, su primer sencillo como banda major. 

## Discografía
Sencillos
1. metronome [31-5-2006]

2. Koikizu (恋傷) [25.10.2006]

3. Julia [29.11.2006]

4. Kuroi Sabaku (黒い砂漠) [11.4.2007]

5. Chikai (誓い) [31.10.2007] (major debut)

6. Fly [12.03.2008]

7. Hana (花) [11.06.2008]

8. Nageki no Endless (嘆きのエンドレス) [22.10.2008]

Álbumes
1. ROSES [16.5.2007]

2. NOROSHI (狼煙　-NOROSHI-) [26.11.2008]
DVD
1. LIVE TOUR 2008 「冬薔薇ノ誓」 at Zepp Tokyo [11.06.2008]

## Enlaces
- Página oficial
- Blog Oficial

- Datos: Q3266550